# C20orf141
C20orf141 (англ. Chromosome 20 open reading frame 141) – білок, який кодується однойменним геном, розташованим у людей на короткому плечі 20-ї хромосоми. Довжина поліпептидного ланцюга білка становить 165 амінокислот, а молекулярна маса — 17 394.
| 10         |  | 20         |  | 30         |  | 40         |  | 50         |
| ---------- |  | ---------- |  | ---------- |  | ---------- |  | ---------- |
| MTRLCLPRPE |  | AREDPIPVPP |  | RGLGAGEGSG |  | SPVRPPVSTW |  | GPSWAQLLDS |
| VLWLGALGLT |  | IQAVFSTTGP |  | ALLLLLVSFL |  | TFDLLHRPAG |  | HTLPQRKLLT |
| RGQSQGAGEG |  | PGQQEALLLQ |  | MGTVSGQLSL |  | QDALLLLLMG |  | LGPLLRACGM |
| PLTLLGLAFC |  | LHPWA      |  |            |  |            |  |            |

A: Аланін

C: Цистеїн

D: Аспарагінова кислота

E: Глутамінова кислота

F: Фенілаланін

G: Гліцин

H: Гістидин

I: Ізолейцин

K: Лізин

L: Лейцин

M: Метіонін

P: Пролін

Q: Глутамін

R: Аргінін

S: Серин

T: Треонін

V: Валін

Локалізований у мембрані.